# كوهي خيل
كوهي خيل (بالفارسية: کوهی‌خیل) هي مدينة تقع في إيران في مقاطعة بخش گیل‌خوران. قدر عدد سكانها عام 2006 بـ 1,939 نسمة توزعت في 499 عائلة.